# Strukturbionik
Bei der Strukturbionik handelt es sich um eine bestimmte Form der Bionik. Hierbei werden Strukturen aus der Biologie analysiert. Dabei kann man sich auf die Struktur von Pflanzenzellen bis hin zu ganzen Organismen beziehen. Bei der Erforschung bestimmter Strukturen wird vor allem problemspezifisch gearbeitet. Dazu wird vor allem nach Nutzen, Effizienz und auch Umweltfreundlichkeit gewertet. Das Übertragen von natürlichen Strukturen in die Technik findet ihren Platz überall dort, wo stetig nach leichten, belastbaren und auch kostengünstigeren Formen geforscht wird.
Zusammen mit technischen Vorkenntnissen, wie zum Beispiel in der Materialauswahl wird schließlich ein Endprodukt entwickelt.
Das Resultat soll schließlich das Produkt den Erwartungen entsprechend optimieren.

## Geschichte

Königsberg Spant

Die Strukturbionik ist durchaus keine neuzeitliche Errungenschaft. Bereits in der Antike wurden biotische Strukturen in technischen Anwendungen adaptiert. So konnte beispielsweise die Statik der Spantenbauweise im Bootsbau am Studium des Brustkorbes von Wasservögeln erlernt, und mit geeignet geformten Hölzern nachkonstruiert werden. Auch die Umiaks der Eskimos sind durch das upcyclen von Walknochen und Fellen der biologischen Struktur von Brustkörben nachempfunden.

## Beispiele der Strukturbionik

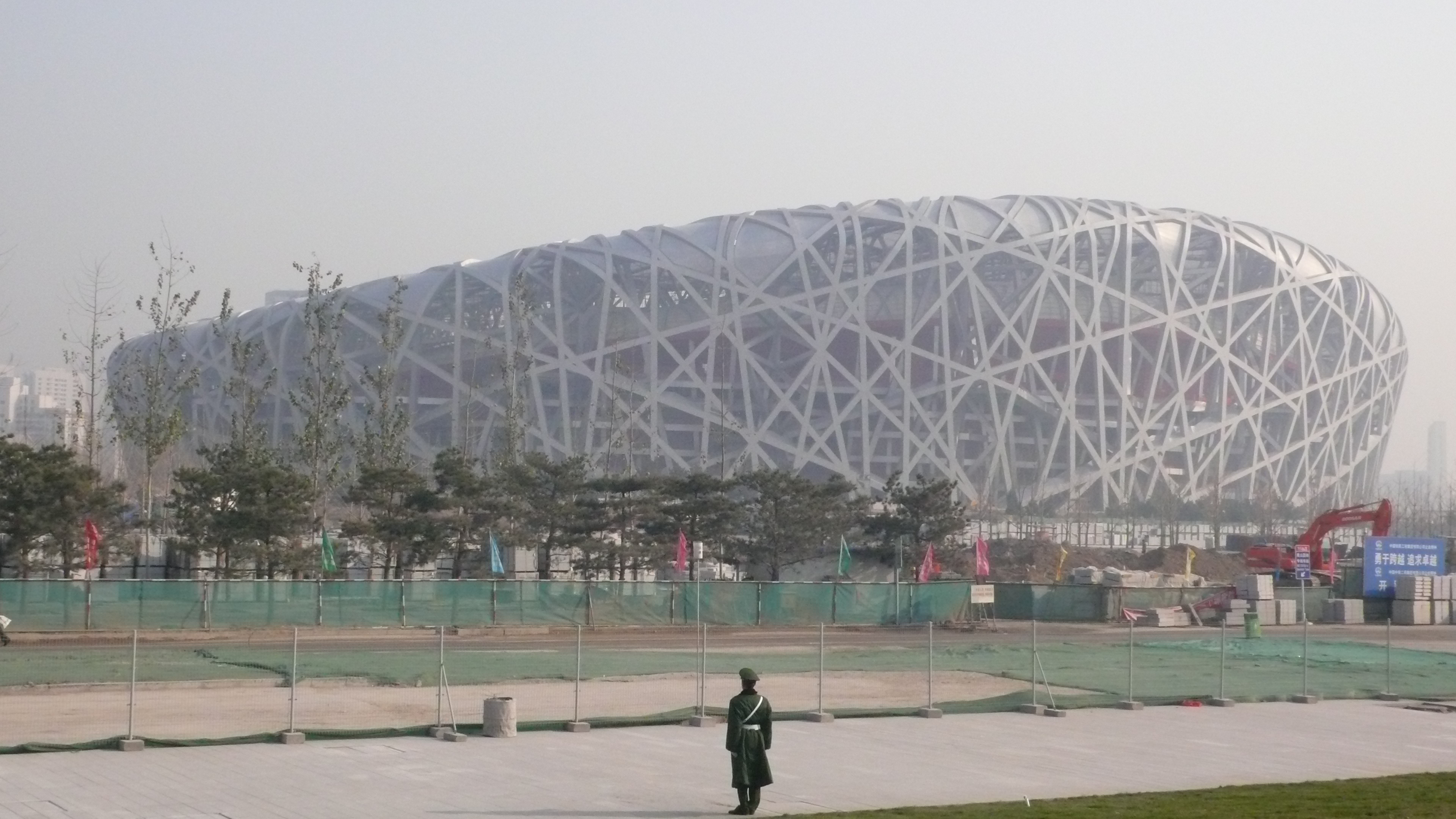
Nationalstadion Peking

Bei Konstruktionen muss jedoch differenziert werden, ob die natürliche Struktur hierbei einen Nutzen hat. Beliebt in der Architektur sind Abstraktionen natürlicher Strukturen. Oftmals werden diese nur als Inspiration für das Design verwendet und haben dadurch meistens keine positiven Auswirkungen auf die Eigenschaften der Konstruktion.
Das Nationalstadion Peking trägt zu Recht den Spitznamen „Vogelnest“. Es gleicht einem normalen Vogelnest, jedoch wurde dort die Struktur nur dem Aussehen nachempfunden und hat kaum statische Vorteile.
Die Wabenform, welche nicht nur in der Bienenwabe, sondern auch zum Beispiel im Querschnitt des Meerestangs Durvillaea antarctica vorhanden ist, wird heute schon in vielen Bereichen verwendet. Die spezielle hexagonale Form der Wabe sorgt für eine perfekte Raumnutzung, da Zwischenräume zwischen den einzelnen Waben nicht vorhanden sind.
Ein simples Beispiel für die Nutzung dieser Struktur ist die Sandwichplatte mit Wabenkern. Hier sorgt der Wabenkern für eine hohe Stabilität der Platte trotz der resultierenden Gewichtsreduzierung.
Da die Verwendung der Struktur Materialmengen einspart, wird diese auch in Beförderungsmitteln, wie im KFZ- und Flugzeugbau und in der Raumfahrt, verwendet. Auch hier sorgt sie für ein geringeres Gewicht und höhere Stabilität.
Bei der Fertigung von Sandwichpaneels wird ebenfalls diese Struktur genutzt. Hierbei bewirkt die Wabe zusätzlich eine Schalldämmung.
Heutzutage werden Konstruktionstechniken mit Wabenformen vielfältig genutzt. Nicht nur Möbel, wie Regale, sondern auch ganze Häuser werden in der effizienten Form gebaut.
Hieran sieht man anschaulich, dass die Strukturbionik großen Einfluss auf unsere Bauweisen hat und auch immer haben wird. Es wird an weiteren Strukturen geforscht, die bestimmt auch schon bald ihren Nutzen im Alltag finden.

## Beispiel: Wabenstruktur

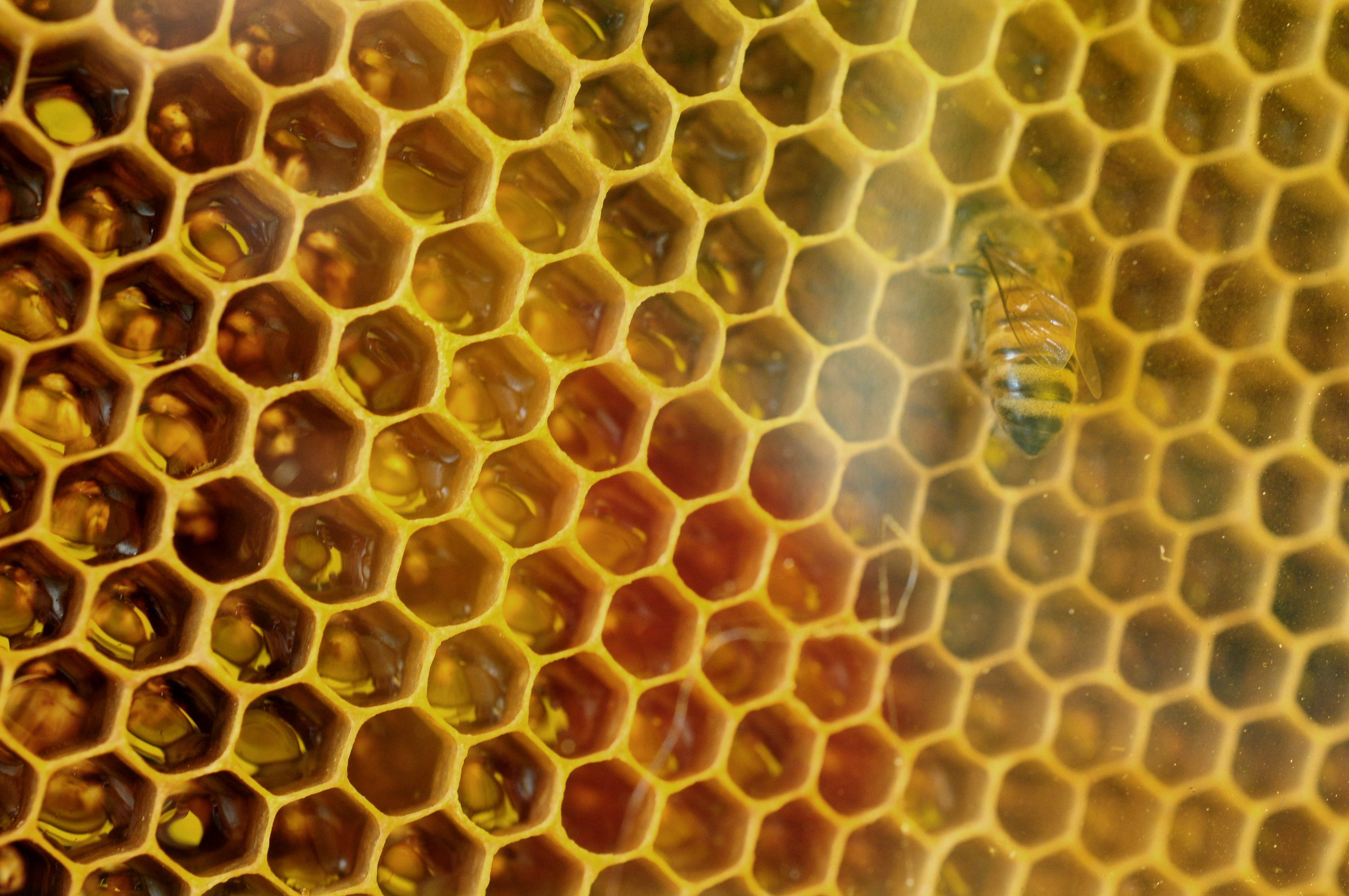
Bienenwabe
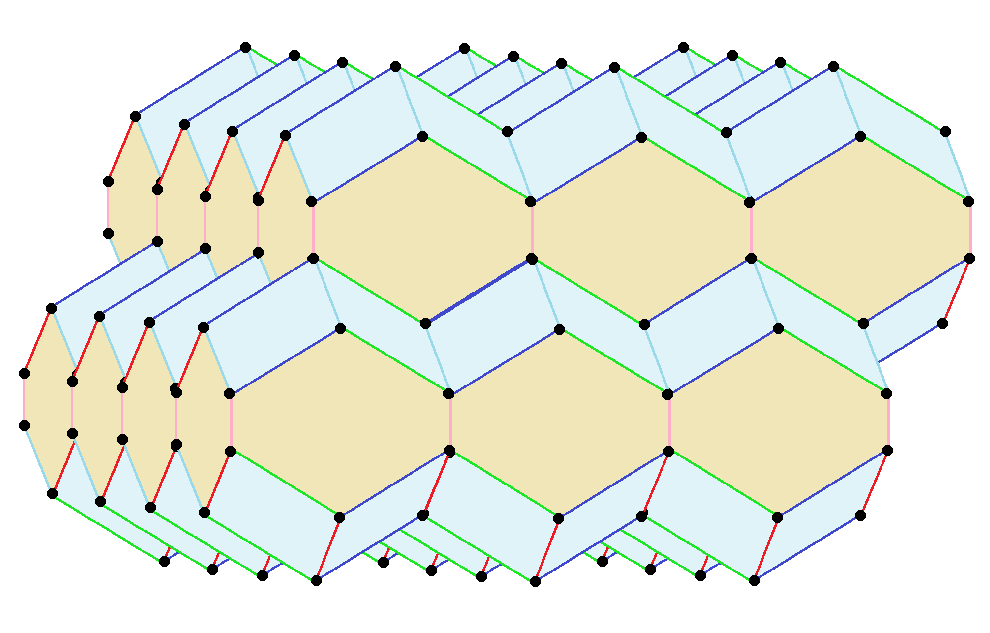
Schematische Struktur
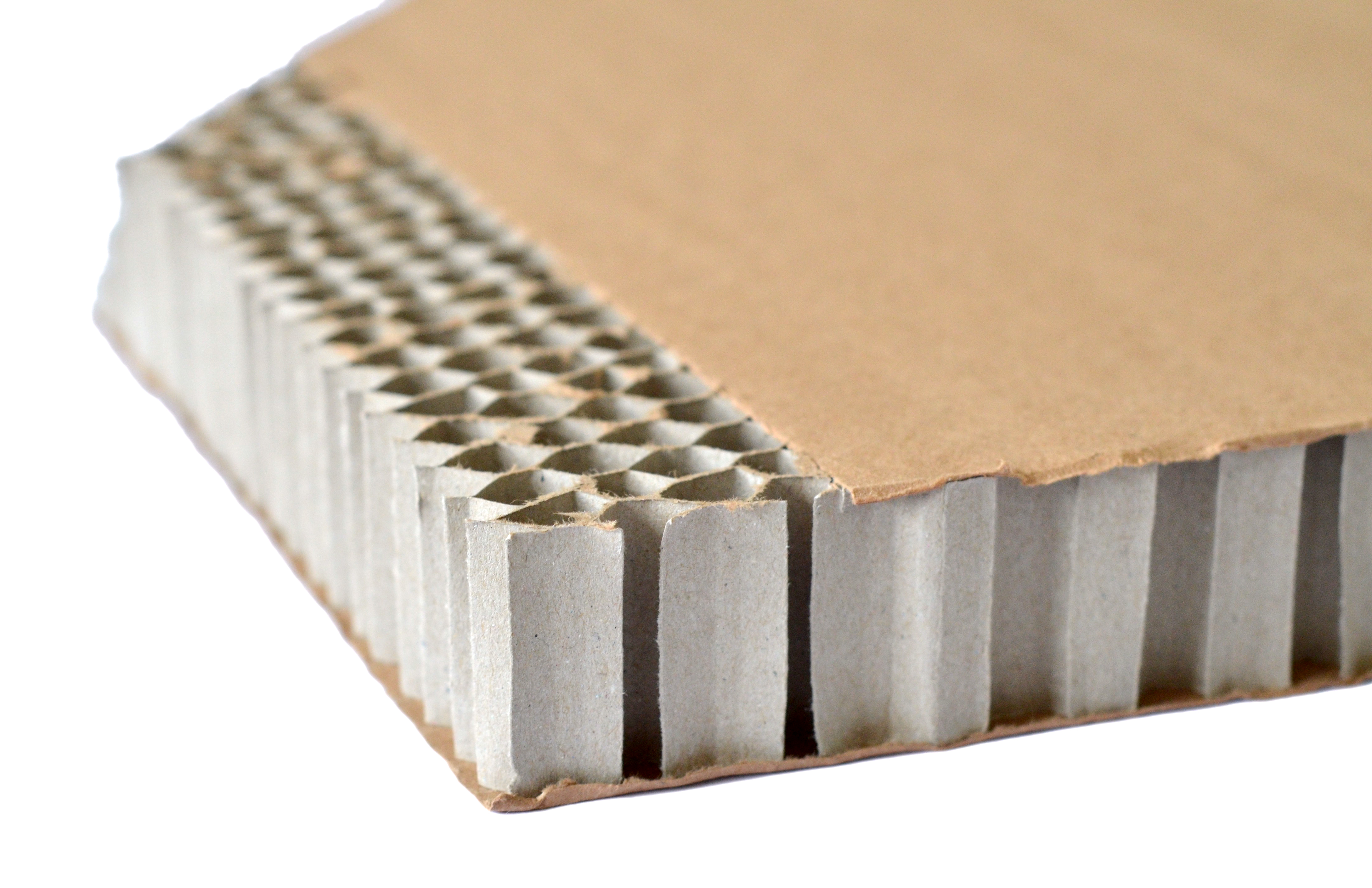
Wabenpappe
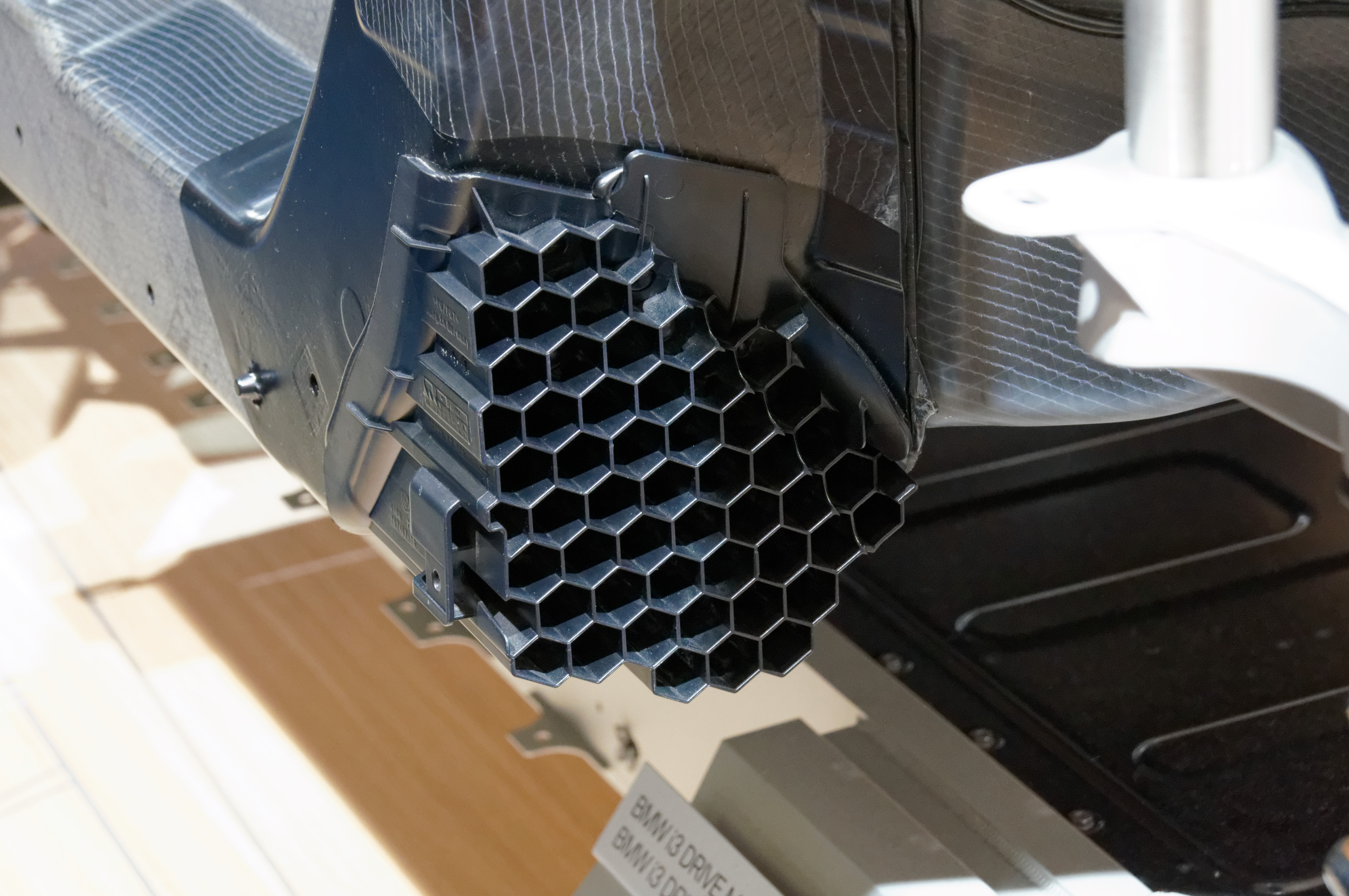
Im Fahrzeugbau
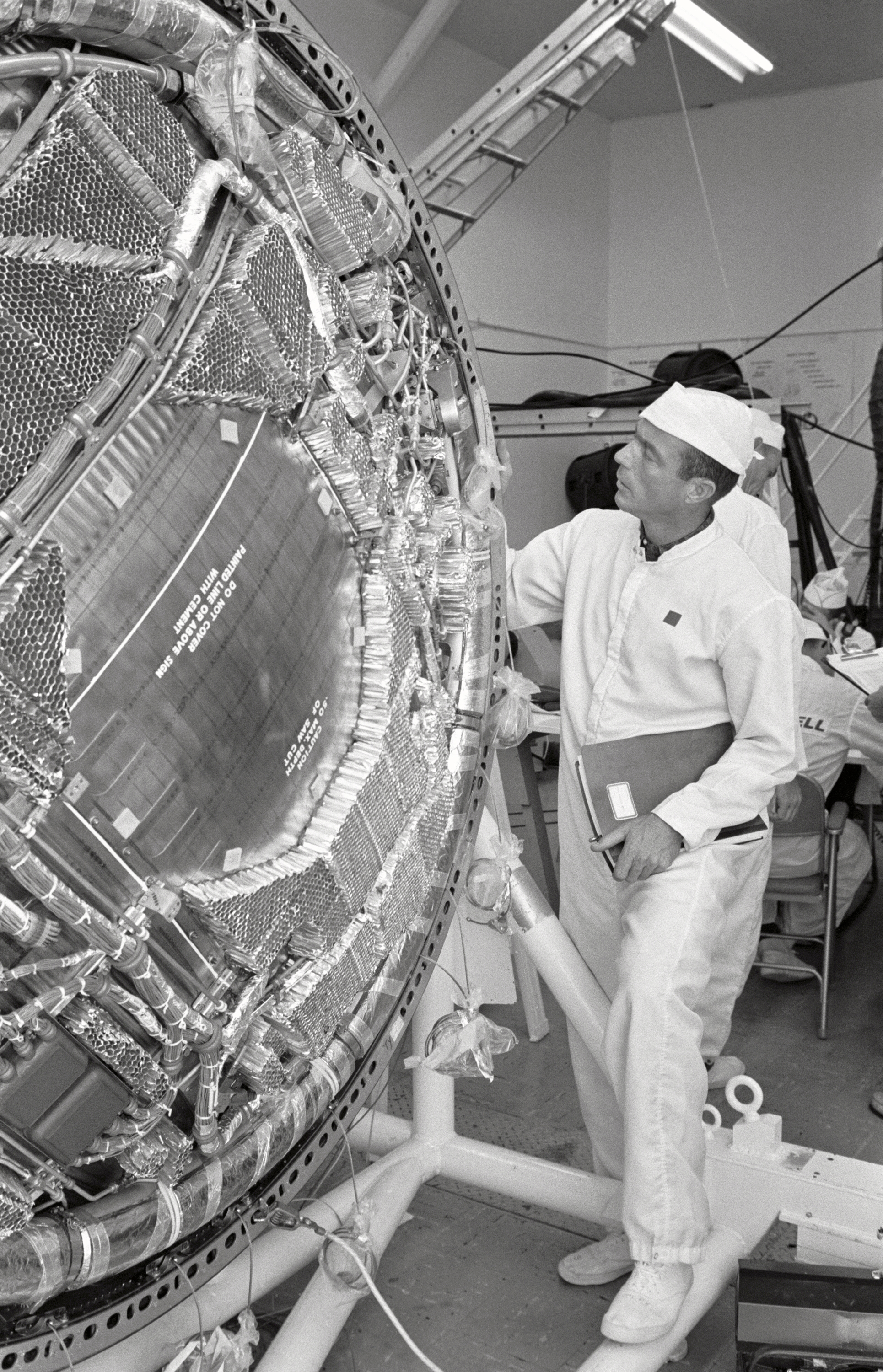
In der Raumfahrt